# ゾン100〜ゾンビになるまでにしたい100のこと〜
『ゾン100〜ゾンビになるまでにしたい100のこと〜』（ゾンひゃく ゾンビになるまでにしたいひゃくのこと、英語サブタイトル：BUCKET LIST OF THE DEAD）は、麻生羽呂（原作）、高田康太郎（作画）による日本の漫画作品。『月刊サンデーGX』（小学館）にて、2018年11月号から連載中。2025年7月時点でコミックスの世界累計部数は340万部を突破している。
メディアミックスとして2023年にテレビアニメが放送され、同年に実写映画版がNetflixにて配信された。

## 制作背景

### 主人公の構想
新作の構想中だった原作者の麻生は、「ゾンビものをやろう」というアイデアを思いついたが、「ゾンビものは漫画や映画で相当にやり尽くされている」という理由から新味を足そうと模索。そこで「ゾンビを楽しいものとして捉えられる主人公」を思いつき、「ゾンビ」より「現実」の人の方が嫌なのではないか、「『ゾンビ』と『社畜』をミックスすると面白そう」と考えて社畜を主人公とする発想に至っている。
会社員経験がない麻生は友人のサラリーマンに取材を行い、週末に一緒に飲みに行ったときに友人の愚痴をメモしているうちに、「これだったらゾンビの方がまだマシじゃないか」と考え、「やりたいことは全部後回しにして会社の仕事に尽くしまくる」という「アキラ」を主人公とした本作が制作されている。

### 作画担当
麻生と作画を担当している高田は「もともとキャンプをよく一緒に行くプライベートな友達」の関係であった。麻生によると高田は、「この連載が終わったら実家に帰って農業と狩猟をやるんだ」などと「いつも現実から逃げたがって」いるような発言をしていた。そこで麻生は話を構想した際に高田のことが浮かび、彼に「今どうしてます？ 狩猟がやりたいですか？」という内容の電話をかけ、「一緒に作品を作りませんか？」と勧誘した。そこで「二つ返事で引き受け」た高田が作画を担当することになった。

## 評価
映画監督の上田慎一郎は本作について、「笑った。泣いた。考えさせられた。こんな“ゾンビもの”を待っていた。」と語っている。

## あらすじ
連日のパワハラやサービス残業で自殺を思いつめるほど疲弊していたブラック企業社員のアキラ。そんな日々のある朝に起床した彼の視界には、ゾンビで溢れかえる街の光景が広がっていた。アキラはその様子を見ながら「今日から会社に行かなくてもいいんじゃね？」と歓喜する。
こうして会社から解放されて自由の身となったアキラは「ゾンビになるまでにしたい100のこと」というリストを作成すると、その内容を達成すべく親友のケンチョに会いに行って朝まで飲み明かしたり、親孝行のために実家に帰省したりするなど自分のやりたいことを次々と実現させていく。

## 登場人物
作中では主要人物の名前はカタカナで書かれている。年齢は連載開始当初のもの。
声の項はテレビアニメ版における声優、演の項は実写映画版における俳優を示す。

### 主要人物
アキラ / 天道 輝（てんどう あきら）
声 - 梅田修一朗、大地葉（少年期） / 演 - 赤楚衛二
本作の主人公。24歳。身長170センチメートル。就職初日から何日も帰宅できず徹夜でのサービス残業を強制するブラック制作会社で酷使され続けており、人間らしい生活を送れずにうつ病になっていた。
しかしある朝、街中がゾンビで溢れ返っている光景を見て、恐怖するどころか「今日から会社に行かなくてもいいのでは？」と歓喜し、自由の身となったことでポジティブな人間性を取り戻し、まずは入社当初から好意を寄せていた鳳に告白しに行くなど、パンデミックが起こっているとは思えないような行動を始める。
その後、アキラと同じマンションの香坂三喜男・すみれ夫婦が住む部屋がゾンビに荒らされているのを目の当たりにし、「やりたいことをやれる時間は余りにも短い」と考え「ゾンビになるまでにしたい100のこと」というリストを作成。会社員時代からは打って変わって自身の目的を優先して生きるようになる。
リスト作成の際に本当にやりたいことを考えたとき、「実家で親と過ごす時間を作る」「親友と朝まで飲んでバカ騒ぎをする」「最愛の女性と出会う」の3つを追加する。まず大学のラグビー部で4年間を過ごした親友のケンチョと再会。さらにその後はシズカやベアと合流し、ともにやりたいことリストを達成していくことになる。
第9話で会社員時代の上司・小杉と再会したことで頭が真っ白になるほど衰弱し、「リーダーの恩義には応えるべき」「そのためにも働き続けるべき」と一時は再び小杉の下で働き続けようとする。それでもシズカから説教を受けて目を覚まし、小杉に自身の意見を明確に伝え、過去のトラウマを振り切る。
群馬県の実家に帰省すると父が痔に苦しんでいることを知り、父に手術をしてくれる医者やパンデミックに対抗できるワクチンを作れる研究者を探すべくケンチョたちとともに日本一周の旅に出る。
シズカ / 三日月 閑（みかづき しずか）
声 - 楠木ともり / 演 - 白石麻衣
本作のヒロイン。外資系金融マン。26歳。身長158センチメートル。リスクヘッジを第一に考え、論理的に生きるタイプ。
パンデミック発生時には100作以上のゾンビ映画を視聴して研究し、「ゾンビにならないためにすべき100のこと」というリストを作成する。食料調達のために訪れたコンビニエンスストアでアキラと出会い、LINEの交換を提案されるが、「リスクヘッジもまともに出来ない人とアライアンスを組むメリットは見込めない」として一蹴する。
その後、再会したアキラが「赤の他人」である自身を助ける姿を見て、「『赤の他人』である私を助けようとして『大切な人』（ケンチョ）を危険に晒している」と説教をするも、アキラからは「お姉さんも俺にとってはもう『大切な人』」と言われ、LINEの交換を許諾。その後も再々度アキラと再会し、成り行きでともにアキラの実家を目指すこととなる。
父親（声 - 内田直哉）は一代で大企業を築いた冷酷な金融屋であり、幼少から「お前は私に従うべき」と何度も父に言い聞かされていたため、いつしか自分のしたいことを考えずに「何をすべきか」ということのみを考えて生きるようになっていた。しかし、第9話で小杉にこき使われるアキラを見て、自分は「意思」「自由」「尊厳」「誇り」「魂」を放棄させられていたのだと気付き、「べきべき教」から脱退して自分のやりたいことを考えて生きるようになってゆく。
ケンチョ / 竜崎 憲一朗（りゅうざき けんいちろう）
声 - 古川慎 / 演 - 栁俊太郎
アキラの大学時代の親友。24歳。身長188センチメートル。あだ名は「ケンチョ」。
大学卒業後に不動産会社の営業職となり、持ち前のコミュニケーション能力を活かして順風満帆の生活を送っていた。しかし実際は、客に詐欺同然の嘘を並べて契約を勝ちとっており、罪悪感とむなしさから、本当は客に心から楽しんでもらえるようなお笑い芸人になりたいと思っていた。パンデミック発生後にアキラから「だったら今からなればいいじゃないか」と言われ、本当の夢である芸人を目指すことを決意。アキラのやりたいことリストに自身のやりたいことを書き込み、リストを達成すべく一緒に旅に出る。
基本的にアキラのやりたいことに対して「いいと思うぜ〜!!」と賛同し、無茶なことにも一緒に挑戦してくれる。
ベア / ベアトリクス・アメルハウザー
声 - 髙橋ミナミ
日本文化が大好きな金髪ポニーテールのドイツ人女性。21歳。身長165センチメートル。片言ながらも日本語会話を学習しており、重い甲冑を着たまま大量のゾンビを薙ぎ倒すほどの剣術と薙刀術の使い手でもある。バストをはじめ日本人離れしたスタイルの持ち主であるが、胸元がはだけるような服を平然と着たり、「混浴」が普通だった昔の日本の入浴習慣にならって男性の前で裸体を晒すこともいとわない。
本場の日本文化を直接体感しようとアルバイトで得た貯金で来日するも、翌日にパンデミックに遭遇。寿司を食べるために高崎にいる生き残った最後の寿司職人のもとへ鮮魚を届けている際にアキラたちと出会い、彼らの旅に同行する。

### アキラ一行の仲間
タケミナ / 南方 健（みなかた たける）
アキラとケンチョの大学時代の親友。25歳。根っからのギャンブル体質（依存症）であり、大学卒業後は定職に就かずギャンブル生活を送ってきた。
イズナ / 戸加下 泉奈（とかげ いずな）
ゾンビに噛まれても感染しない特異体質をもつ少女。シズカがゾンビに噛まれた際、自身の血液で作り出した血清を輸血する。 他人の顔色を窺って生きてきたが、本来はeスポーツ選手になりたかった。「反射神経がものをいう世界なので10代でピークになる。燻っている暇はない」と奮起し、アキラたちの旅に合流することを誓う。
ツルさん
研究者。ワクチン作りを目標にして研究している。
ラムダ・チョップ
稚内の無人AIホテルで開発されたAIホテルマン。羊型の執事。
物資の補給や料理などアキラたちの旅のサポートをしてくれる。

### アキラの会社
小杉 権蔵（こすぎ ごんぞう）
声 - 三宅健太 / 演 - 北村一輝
アキラの会社員時代の上司。42歳。指示をころころ変えるうえに自分の非を認めなかったり、自分より先に帰宅することを許さなかったりするなど、典型的なパワハラ上司らしい悪辣な人物であり、アキラを始めとしたに部下に関しても「いつでも替えの効く部品」としか思っていなかった。
草野球が趣味であるらしく、プライベートでは「COSGIES」というチーム名で野球を行っていたようである。
パンデミック発生後もしぶとく生き残っており、草野球チームの仲間たちと高速道路のサービスエリアで共同生活を営みつつ、道路にしかけたスパイクベルトで通行車に事故を起こさせ、けが人の治療と引き換えに難民たちを奴隷のようにこき使うという悪業を行っていた。この仕掛けで負傷したケンチョを治療すべく2日間の労働を余儀なくされたアキラに再度パワハラを行い、洗脳まがいの手段で永久に働かせようとしたが、シズカの説教を受けたアキラから拒絶される。「お前たちみたいなのはいつかゾンビに襲われる」と負け惜しみに警告するが、直後に部下のミスで侵入したゾンビに対処するうちに恐怖で逃げ出し、ゾンビに囲まれ窮地におちいったところをアキラに助けられて改心する。しかし、今までの所業から仲間や難民たちにも見限られ、アキラに再度助けを求めるも完全に見捨てられてサービスエリアにひとり取り残される末路を迎える。
鳳 沙織（おおとり さおり）
声 - 雨宮天 / 演 - 市川由衣
アキラの勤務先の経理担当。美人なOL。
アキラの思い人でブラック労働に耐えられる希望でもあったが、実際には社長の愛人であり、それに気づいたアキラのうつ病を加速させる要因となった。
パンデミック発生時に、自宅で社長とともにゾンビ化する。
社長
声 - 茶風林 / 演 - 川﨑麻世
アキラの勤務先の社長。一見温厚な人物であるが、愛人の沙織を雇って職場で性行為にふけっていた。
パンデミック発生時は沙織ともどもゾンビ化し、沙織に告白すべく自宅を訪ねてきたアキラに襲いかかるが、辞職を伝えられた彼に窓の外へと放り出される。

### 日暮グループ
日暮 莞太（ひぐらし かんた）
声 - 岡本信彦、三宅麻理恵（少年時代）
アキラの大学時代の同級生。くわえタバコが特徴の青年。武器はダイナマイト。大学時代、何の夢ももたない自身とは対照的に人生を楽しむアキラとケンチョを逆恨みし、アキラの故郷の村民たちをゾンビ化させることでアキラに復讐することをもくろむ。仲間とともにアキラの故郷の村に避難していたが、塞がっていたトンネルを開けてゾンビを村に引き込んだ。自身も仲間とともに「ゾンビになるまでにしたい100のこと」リストを作っているが、その内容は「ダイナマイトを爆発させる」「本物の銃を撃つ」といった危険なものばかり。アキラ一行との最終決戦では、あゆみの特殊メイクでアキラがゾンビ化したと勘違いして勝利を確信し、油断した隙をつかれてアキラにトラクターから引きずり下ろされ、取り押さえられて敗北する。その後悔しがっているところをゾンビに足を噛まれ、アキラから「本当にやりたかったことは何なのか？」と聞かれ、本当は「子供の頃のように友達を作り、一緒に市民プールで遊びたかった」という本音を吐露する。そしてアキラから「もし自分がゾンビになったら一緒にプールで遊ぼう」と言われ、抱きしめられて号泣する。アニメ版では自身のゾンビ化が近いことを悟り、アキラから離れてその場を逃走し、ゾンビ化して川に飛び込んで死亡する。
寒林 陶子（かんばやし とうこ）
声 - 石見舞菜香
目下に隈がある眼鏡姿の女性。武器はチェーンソー。アキラの故郷の村をゾンビから守るための電気柵の電圧を上げて漏電遮断機を破壊し、村人たちを逃げられないようにして閉じ込める。市役所職員時代には部品の扱い方や人事・自分のアイディアなどについて常に自分の正義や価値観を押し通していたため、ほかの社員たちからは疎まれていた。アキラ一行との最終決戦ではベアと対峙し、戦いの最中に前述の会社員時代の不満を吐露するも、ベアからは「元より完全な正しさなどどこにも存在しない。」「自分の正義を押し通したくなった時こそそれが本当に正しいのかどうか、立ち止まるゆとりが貴方には必要だった」と諭される。最後はゾンビを水車にむらがらせて水車を壊し、動力源を止めて前述の電気柵の電力を消し村人が逃げられるようにするというベアの機転により絶望し、愕然としていたところをゾンビに襲われて敗北する。
蔵杉 重信（くらすぎ しげのぶ）
声 - 荻野晴朗
初老のような老け顔が特徴の27歳の男性。武器は刺股。自身をないがしろにする妻子のために働き続ける人生に絶望しており、アキラ一行との最終決戦で対峙したケンチョに不満をぶつけるも、「お前の方こそ奥さんに感謝の気持ちを伝えたり本音や不満を聞いたり結婚記念日に一輪の花でもあげた事はあるのか」「先に妻に興味を失くし、失望させたのはお前の方だ」と諭されたことで激昂する。しかし、ケンチョの捨て身の行動で家屋の屋根下にいるゾンビの群れの中に一緒に落ち、ケンチョは全裸姿で肥溜めに突っ込みゾンビをやり過ごすものの、蔵杉は逃げる間もなくゾンビに取り囲まれ食われる。
阿天坊 直己（あてんぼう なおき）
声 - 武田幸史
元イタリアンレストラン勤務の肥満体形の男。武器は銃。自身のあやまちを反省せず言い訳に逃げる無責任な性格で、閉店後の清掃中に禁止されていたタバコの不始末で店を全焼させても「自分はとことんアンラッキーな人間だ」と自己愛護的な他責思考に終始している。アキラ一行との最終決戦ではシズカと対峙し、自身のやりたいことリストである「若い女の子にベローチューする」を達成しようとするも、ヒコじいの狙撃と彼に鼓舞されてシズカを助けに来た村人たちにより倒される。最後はシズカから「利己的で自己中な貴方に運が味方するはずがない」と一蹴され、完全に敗北する。日暮グループ内では敗北後に唯一ゾンビに襲われることはなく、原作では罪滅ぼしとして村内での農作業を行う。

### アキラの故郷
天道 照夫（てんどう てるお）、天道 明子（てんどう あきこ）
声 - 木下浩之（照夫）、佐々木優子（明子）
アキラの両親。夫婦で農業を営む。父の照夫は頑固気質で口数は少ない。
ヒコじい（ひこじい）
声 - 千葉繁
アキラの故郷に住む老人。妻に先立たれた現在では少しぼけ気味であるが、かつては「村一番の猟師」と呼ばれるほどの猟銃の名手で、現在でもその実力に衰えはない。日暮グループとの最終決戦では、シズカが窮地におちいっても「老人の自分達が助けに行っても役に立たない」と戦おうとしない村人たちを鼓舞し、シズカにベロチューしようとしていた阿天坊の銃を正確に撃ち落とす。
トメ（とめ）
声 - 斎藤貴美子
アキラの故郷の村の住人。シズカと交流を深め、炊事を手伝ってもらったりする。日暮グループとの最終決戦ではヒコじいの一言で村人たちとともに奮起し、窮地に陥っていたシズカを救い阿天坊を倒す。
アンジー / 杏樹（あんじゅ）
声 - 境葵乃
ゾンビパンデミックで両親を失い、アキラの故郷の村まで避難してきた少女。家族と呼べる存在が愛犬のチャロのみとなり、感情がとぼしくなっていたが、ケンチョとの交流により徐々に明るい笑顔を取り戻していくようになる。
なぎさ、さくら、あゆみ
声 - 篠原侑（なぎさ）、武田羅梨沙多胡（さくら）、櫻庭有紗（あゆみ）
アキラの故郷の村に滞在していた女性3人組。それぞれの職業は、なぎさから順に映画メイキャップアーティスト、ドレッドヘアー専門店員、大学教員。日暮グループとの最終決戦では、なぎさがゾンビをおびき寄せるための偽装用ゾンビメイクをアキラに施したり、おびき寄せたゾンビへの攻撃を3人で行うなどして、照夫の救出と勝利に貢献する。

### そのほかの人物
管理人ゾンビ
声 - 龍田直樹 / 演 - 佐戸井けん太
アキラの住んでいるマンションの管理人であり、最初に遭遇するゾンビ。
アキラが駐輪場の代金を支払いに行ったときには、既にゾンビ化した状態で人を喰っていた。
実写映画版では、ゾンビ化する前の姿も登場している。
香坂 三喜男（こうさか みきお）、香坂 すみれ（こうさか すみれ）
声 - 阪口周平、松本沙羅  / 演 - 高橋洋、早見あかり
アキラの隣室に住む夫婦。夫妻の部屋がゾンビに攻撃された現状を見たアキラは、その二人がゾンビになったと思っているが実際は逃亡に成功していた。アニメ版最終回のエンドロールでは、ゾンビと戦いながら夫婦ともどもたくましく生き抜いている姿が描かれている。
ジョン
声 - 三木眞一郎
シズカの観ていたゾンビ映画の登場キャラクター。ゾンビから逃げ切ったことを喜ぶが、すぐに追いついたゾンビに食われ死亡した。アキラの故郷の村に逃げ延びていたあゆみがゾンビパンデミック前に制作に携わっていた映画の主人公であり、日本で作られていた映画であったことが彼女の口から明かされる。
ホスト 笑
声 - 宮野真守
アニメ版では第3話に登場。アニメ版最終回のエンドロールでは、ホストクラブに避難して来て出会った少女・くるみとともに生存していることが明かされた。
レイカ、マキ、ユカリ
声 - 日笠陽子 / 演 - 中田クルミ（レイカ）、麻倉もも / 演 - 筧美和子（マキ）、若山詩音（ユカリ）
大型テレビを求めて池袋のデパートを訪れたアキラとケンチョが、内部を徘徊するゾンビから逃げた先の地下食品売り場で遭遇する CA （キャビンアテンダント、客室乗務員）の女性3人組。酒豪の長髪女性がレイカ、福岡出身の短髪女性がマキ、優しい茶髪女性がユカリ。アキラの「100の事リスト」にある「CAさんとコンパをする」という内容に従って、アキラたちと同じく地下に逃げ込んだ中年男と一緒にコンパを行い、同じ出身地で意気投合したマキはケンチョとそのまま同衾、悪酔いするレイカを介抱していたユカリはアキラと親交を深めるが、ゾンビ化した中年男に襲われて相次いでゾンビ化し、死亡する。
中年男
声 - 野瀬育二 / 演 - ドロンズ石本
CA3人組とともにアキラたちがデパートで遭遇した避難民の会社員。遭遇した時点で既にゾンビに脚を噛まれていたが、それを隠したままコンパに参加し、そのままゾンビ化してレイカやマキを殺害する。
実写映画版ではシズカ、レイカ、マキをデパ地下まで連れて来たバスの運転手という設定になっている。
クミコ
声 - 村川梨衣
ゾンビに襲われ、アキラたちとともに水族館に避難した女性。アニメ版最終回のエンドロールでは、ゾンビに襲われて窮地に陥っている人を仲間とともに助けながら生存している姿が描かれた。
ゾンビィ1、ゾンビィ2、ゾンビィ3、ゾンビィ4、ゾンビィ5、ゾンビィ6
声 - 本渡楓、田野アサミ、種田梨沙、河瀬茉希、衣川里佳、田中美海
アニメ版では第6話に登場したゾンビたち。『ゾンビランドサガ』に出演したキャスト達によるゲスト出演。
避難民ゲスト1、避難民ゲスト2、避難民ゲスト3
声 - 赤楚衛二、栁俊太郎、白石麻衣
小杉が仕切っている避難所にいた人たちであり、アニメ版の第7話に登場する。本作の実写映画版に出演したメインキャスト陣によるゲスト出演。
寿司屋の大将
声 - 中村浩太郎
アキラ、シズカ、ケンチョ、ベアトリクスの4人が「ゾンビになるまでにしたい100のことリストの7番目・『回ってない寿司をたらふく食う』」を達成するために訪れた寿司屋の大将。アキラたちに「今夜は店の酒片っ端から飲み干してくれ！」と言って豪快にもてなす。アニメ版最終回のエンドロールでは、釣りをしながら元気に生き延びている姿が描かれた。
熊野勝
声 - 楠見尚己
アキラの故郷へ向かう途中の森林内にいた大工の棟梁。ゾンビ回避のためにツリーハウスを建設する。目の前でゾンビ化した妻に息子が噛まれたことでみずからの手で二人を殺めた。アキラたちと日暮グループとの最終決戦では、ゾンビに襲われた村から脱出しようとするも橋が壊れて危機におちいっていたアキラや村人たちの前に現れ、急きょ新調した橋でアキラたちを救う。その後はトメさんいわくアキラの故郷の村に留まり、村の再興に尽力する模様。

## 書誌情報
- 麻生羽呂（原作）/ 高田康太郎（作画）『ゾン100〜ゾンビになるまでにしたい100のこと〜』小学館〈サンデーGXコミックス〉、既刊20巻（2025年7月18日現在）
  1. 2019年3月19日発売[13]、ISBN 978-4-09-157561-6
  2. 2019年7月19日発売[14]、ISBN 978-4-09-157568-5
  3. 2019年10月18日発売[15]、ISBN 978-4-09-157575-3
  4. 2020年2月19日発売[16]、ISBN 978-4-09-157587-6
  5. 2020年10月16日発売[17]、ISBN 978-4-09-157598-2
  6. 2020年10月16日発売[18]、ISBN 978-4-09-157609-5
  7. 2021年1月19日発売[19]、ISBN 978-4-09-157621-7
  8. 2021年5月19日発売[20]、ISBN 978-4-09-157636-1
  9. 2021年10月19日発売[21]、ISBN 978-4-09-157653-8
  10. 2022年2月18日発売[22]、ISBN 978-4-09-157669-9
  11. 2022年6月17日発売[23]、ISBN 978-4-09-157681-1
  12. 2022年11月17日発売[24]、ISBN 978-4-09-157700-9
  13. 2023年2月17日発売[25]、ISBN 978-4-09-157728-3
  14. 2023年6月30日発売[26]、ISBN 978-4-09-157756-6
  15. 2023年9月19日発売[27]、ISBN 978-4-09-157781-8
  16. 2024年2月19日発売[28]、ISBN 978-4-09-157795-5
  17. 2024年6月19日発売[29]、ISBN 978-4-09-157826-6
  18. 2024年11月19日発売[30]、ISBN 978-4-09-157845-7
  19. 2025年3月18日発売[31]、ISBN 978-4-09-157877-8
  20. 2025年7月18日発売[32]、ISBN 978-4-09-157886-0

## テレビアニメ
2023年7月から9月にかけて、第1話から第9話までが毎日放送・TBS系列『日5』枠ほかにて放送された。同系列では第4話放送の翌週8月6日に特別番組『ゾン100特番〜ゾンビから逃げ切るために準備したい100のこと〜』が放送された。出演は向井慧・菅良太郎（パンサー）、みちお（トム・ブラウン）、岡本健。また、番組内ではOPアーティストのKANA-BOONのメンバーがVTR出演した。制作遅延のため、9月10日には第1話から第7話の総集編『ゾン100総集編〜グンマーに着くまでに復習したい100のこと〜』が放送された。この制作遅延などにより夏アニメでの放送枠がなくなり、第10話以降の放送予定をX(旧Twitter)で発表することを告知していたが、10月上旬以降公式Xの更新が止まっていた。しかし約1ヶ月後の11月6日、公式Xにて第10話から第12話が12月25日 23:40 - 翌1:10に一挙放送予定であることが発表され、放送された。

### スタッフ
- 原作 - 麻生羽呂、高田康太郎[4]
- 監督・音響監督 - 川越一生[4]
- 副監督 - 上田華子[4]
- シリーズ構成・脚本 - 瀬古浩司[4]
- キャラクターデザイン - 田中紀衣[4]
- ゾンビデザイン - 福地純平[4]
- プロップデザイン - 佐藤和巳、久我嘉輝
- メインアニメーター - 野村治嘉
- 美術監督 - 権瓶岳斗
- 美術設定 - 林竜太、渡邉匡城
- 色彩設計 - 大内綾
- 撮影監督 - 長谷川奈穂
- 編集 - 本田優規
- CGプロデューサー - 露木祐治
- CGディレクター - 古屋和人
- 音楽 - 宮崎誠[4]
- 音楽プロデューサー - 大隅啓良
- 選曲 - 合田麻衣子[4]
- プロデューサー - 岡本順哉、長谷川友紀、佐藤エミ、籾山恵美、亀井博司
- アニメーションプロデューサー - 児島宏明
- アニメーション制作 - BUG FILMS[4]
- 制作 - 小学館集英社プロダクション[4]
- 製作 - 「ゾン100」製作委員会

### 主題歌
「ソングオブザデッド」
KANA-BOONによるオープニングテーマ。作詞・作曲は谷口鮪、編曲はKANA-BOON。

「ハピネス オブ ザ デッド」
シユイによるエンディングテーマ。作詞・作曲・編曲はjon-YAKITORY。

### 評価
クランチロール・アニメアワード2024において、最優秀新シリーズ賞、最優秀美術賞、最優秀コメディ作品賞、最優秀オープニング賞、最優秀エンディング賞にノミネートされた。

### 各話リスト
| 話数   | サブタイトル                          | 絵コンテ   | 演出       | 作画監督 | 総作画監督               | 初放送日      |
| ------ | ------------------------------------- | ---------- | ---------- | --- | ------------------------ | ------------- |
| 第1話  | アキラ オブ ザ デッド                 | 川越一生   | 川越一生   | 福地純平 小川茜 香月麻衣子 齋藤魁 | 烏宏明                   | 2023年 7月9日 |
| 第2話  | バケットリスト オブ ザ デッド         | 上田華子   | 前屋俊広   | 石丸史典 小川茜 香月麻衣子 津幡佳明 國行由里江 扇多恵子 趙小川 徐超 陳玲玲 姜海華 野村治嘉 福地純平 齋藤魁                                                        | 田中紀衣 髙田晴仁 烏宏明 | 7月16日       |
| 第3話  | ベストフレンド オブ ザ デッド         | 篠原准     | 篠原准     | 清水勝祐 高橋みき 伊藤良明 浅井昭人 高野晃久 松崎嘉克 河島久美子 鮫島寿志 岩本里奈 潮月一也 宮嶋仁志 和田賢人                                                     | 山村洋貴                 | 7月23日       |
| 第4話  | CA オブ ザ デッド                     | 大島克也   | 大島克也   | 石丸史典 福地純平 香月麻衣子 齋藤魁 田島瑞穂 小川茜 吉田和香子 國行由里江 津幡佳明 中嶋敦子                                                                       | 烏宏明 髙田晴仁          | 7月30日       |
| 第5話  | ヒーロー オブ ザ デッド               | 為水翔太郎 | 為水翔太郎 | 清水勝祐 浅井昭人 河島久美子 松崎嘉克 高橋みき 和田賢人 伊藤良明 鮫島寿志 宮嶋仁志 高野晃久 趙小川 徐超 陳玲玲 姜海華                                             | 烏宏明 髙田晴仁 中嶋敦子 | 8月13日       |
| 第6話  | キャンピングカー オブ ザ デッド       | 前屋俊広   | 前屋俊広   | 上田華子 小川茜 田島瑞穂 福地純平 北山修一 國行由里江 齋藤魁 富沢和雄 藤原巧和 和田卓也 Adam Dmitrzuk 江湧                                                        | 烏宏明 髙田晴仁          | 8月27日       |
| 第7話  | SA オブ ザ デッド                     | 上田華子   | 門間和弥   | 石丸史典 上田華子 小川茜 香月麻衣子 田島瑞穂 小川莉奈 吉備団子14号 外崎小鉄 為水翔太郎 津幡佳明 日向正樹 宮西多麻子                                               | 烏宏明                   | 9月3日        |
| 第8話  | スシ＆ホットスプリング オブ ザ デッド | 久慈悟郎   | 久慈悟郎   | 石丸史典 小川茜 福地純平 植竹康彦 奥野倫史 國行由里江 齋藤魁 富沢和雄 中嶋敦子 中城悦雄 南原孝衣子 若林昌                                                         | 上田華子 髙田晴仁        | 9月17日       |
| 第9話  | ツリーハウス オブ ザ デッド           | 播摩優     | 播摩優     | 石丸史典 上田華子 香月麻衣子 田島瑞穂 佐藤好 外嶋小鉄 津幡佳明 和田卓也 Song Hyeon-ju Han Eun mi Park Yeong-hi Choi eun-yeong                                     | 烏宏明                   | 9月24日       |
| 第10話 | ホームタウン オブ ザ デッド I         | 菅野幸子   | 菅野幸子   | 中嶋敦子 國行由里江 田島瑞穂 南原孝衣子 吉田和香子 小川茜 植竹康彦 富沢和雄 福地純平 齋藤魁                                                                       | 髙田晴仁                 | 12月25日      |
| 第11話 | ホームタウン オブ ザ デッド II        | 髙木啓明   | 髙木啓明   | 上田華子 小川茜 田島瑞穂 石丸史典 香月麻衣子 國行由里江 齋藤魁 和田卓也 津幡佳明 外崎小鉄                                                                         | 烏宏明                   | 12月25日      |
| 第12話 | ホームタウン オブ ザ デッド III       | 篠原准     | 篠原准     | 烏宏明 髙田晴仁 上田華子 石丸史典 福地純平 小川茜 田島瑞穂 香月麻衣子 佐藤和巳 松田真路 鳥井隼人 齋藤魁 宮西多麻子 小川莉奈 南原孝衣子 植竹康彦 和田卓也 浦田楓馬 | 烏宏明 髙田晴仁          | 12月25日      |

### 放送局
| 放送期間                                                               | 放送時間                           | 放送局                                           | 対象地域・備考                    |
| ---------------------------------------------------------------------- | ---------------------------------- | ------------------------------------------------ | --------------------------------- |
| 2023年7月9日 - 9月24日                                                 | 日曜 17:00 - 17:30                 | 毎日放送（製作参加）をはじめとする TBS系列全28局 | 日本国内 連動データ放送 『日5』枠 |
| 2023年7月17日 - 10月2日                                                | 月曜 23:30 - 火曜 0:00（月曜深夜） | AT-X                                             | CS放送 リピート放送あり           |
| 2023年8月5日 - 9月30日                                                 | 土曜 21:30 - 22:00                 | アニマックス                                     | BS/CS放送                         |
| TBS系列・AT-Xでは字幕放送を実施、TBS系列では番組連動データ放送を実施。 |                                    |                                                  |                                   |

| 放送期間                                                                       | 放送時間                           | 放送局                                           | 対象地域・備考                 |
| ------------------------------------------------------------------------------ | ---------------------------------- | ------------------------------------------------ | ------------------------------ |
| 2023年12月25日                                                                 | 月曜 23:40 - 火曜 1:10（月曜深夜） | 毎日放送（製作参加）をはじめとする TBS系列全28局 | 日本国内 連動データ放送        |
| 2023年12月28日                                                                 | 木曜 22:30 - 金曜 0:00             | AT-X                                             | CS放送 リピート放送あり        |
| 2024年3月2日                                                                   | 土曜 11:00 - 17:00                 | アニマックス                                     | BS/CS放送 一挙放送内にて初放送 |
| TBS系列・AT-Xでは字幕放送を実施、TBS系列では解説放送、番組連動データ放送を実施 |                                    |                                                  |                                |

| 配信開始日    | 配信時間            | 配信サイト |
| ------------- | ------------------- | --- |
| 2023年7月9日  | 日曜 18:00 更新     | バンダイチャンネル ABEMAビデオ Hulu Disney+ DMM TV dアニメストア Amazon Prime Video U-NEXT Netflix                    |
| 2023年7月13日 | 木曜 18:00 順次更新 | FOD WOWOWオンデマンド アニメ放題 TELASA J:COMオンデマンド メガパック milplus Google Play HAPPY!動画 Lemino AnimeFesta |
|               | 木曜 23:00 - 23:30  | ABEMA |

| 毎日放送・TBS系列 日5                   | 毎日放送・TBS系列 日5                                          | 毎日放送・TBS系列 日5                   |
| 前番組                                  | 番組名                                                         | 次番組                                  |
| --------------------------------------- | -------------------------------------------------------------- | --------------------------------------- |
| 機動戦士ガンダム 水星の魔女 （Season2） | ゾン100 〜ゾンビになるまでにしたい100のこと〜 - ※第1話 - 第9話 | シャングリラ・フロンティア (1st season) |

## 映画
2022年6月8日、Netflixにて映画化されることが発表された。2023年8月3日全世界公開。主演は赤楚衛二。

### スタッフ（映画）
- 原作：麻生羽呂（原作）・高田康太郎（作画）『ゾン100〜ゾンビになるまでにしたい100のこと〜」（小学館「サンデーGXコミックス」刊）[5]
- 脚本：三嶋龍朗[5]
- 監督：石田雄介[5]
- 音楽プロデューサー：千田耕平[5]
- 撮影監督：河津太郎[5]
- 撮影：田中悟[5]
- 編集：臼杵恵理[5]
- 録音：田辺正晴[5]
- 美術：江口亮太[5]
- スタイリスト：纐纈春樹[5]
- ヘアメイクディレクション：須田理恵[5]
- 特殊メイクディレクター：梅沢壮一[5]
- VFXスーパーバイザー：ダニエル・ペレス・フェレイラ[5]
- VFXプロデューサー：髙玉亮[5]
- アクション監督：下村勇二[5]
- エグゼクティブプロデューサー：高橋信一（Netflix コンテンツ・アクイジション部門マネージャー）[5]
- プロデューサー：森井輝（ROBOT、2022年よりTHE SEVEN所属）[5]
- 応援プロデューサー：高瀬大樹
- 制作協力：プラスワンエンターテイメント[5]
- 企画・制作プロダクション：ROBOT[5]
- 製作：Netflix

### キャスト（映画）
- 天童輝（アキラ）：赤楚衛二
- 三日月閑（シズカ）：白石麻衣
- 竜崎憲一朗（ケンチョ）：栁俊太郎
- 鳳沙織：市川由衣
- 社長：川﨑麻世
- 香坂すみれ：早見あかり
- 香坂三喜男：高橋洋
- マキ：筧美和子
- レイカ：中田クルミ
- バスの運転手：ドロンズ石本
- マンションの管理人：佐戸井けん太
- 小杉権蔵：北村一輝[11]